# Смирнов Валерій Олександрович
Вале́рій Олекса́ндрович Смирно́в (нар. 16 лютого 1939, м. Харків) — український вчений у галузі збагачення корисних копалин. Член Донецького відділення Наукового Товариства імені Шевченка.

## Біографія
Середню школу закінчив у 1955 році у Севастополі.
У 1956–1961 рр. закінчив Донецький політехнічний інститут. Кваліфікація — гірничий інженер-технолог.
Працював за фахом на Балхаському ГМК, ДонНДІчормет, ВНДІВКМет, Донецькому національному технічному університеті (доцент кафедри «Збагачення корисних копалин» ДонНТУ).
У 1973 році захистив кандидатську дисертацію з проблем переробки шлаків чорної та кольорової металургії.
Доцент (1982).
У 1986—1988 роках працював у Анабінському університеті (Алжир) доцентом на кафедрі гірничих дисциплін.
Вільно володіє українською, російською, французькою мовами.

## Науковий доробок
- Зозуля И. И., Назимко Е. И., Самойлик Г. В., Смирнов В. А. Проектирование углеобогатительных фабрик: Учеб. пособие. — К.: УМК ВО, 1992. — 284 с.
- Смирнов В. ]О., Білецький В. С.; Проектування збагачувальних фабрик: навчальний посібник. — Донецьк: Східний видавничий дім, 2002. — 296 с.
- Білецький В. С., Смирнов В. А. Технологія збагачення корисних копалин: навчальний посібник. — Донецьк: Східний видавничий дім, 2004. — 272 с.
- Білецький В. С., Смирнов В. А. Переробка і якість корисних копалин: навчальний посібник. — Донецьк: Східний видавничий дім, 2005. — 324 с.
- Смирнов В. О., Білецький В. С. Фізичні та хімічні основи виробництва: навчальний посібник. — Донецьк: Східний видавничий дім, 2005. −148 с.
- Смирнов В. О., Білецький В. С. Гравітаційні процеси збагачення корисних копалин: навчальний посібник. — Донецьк: Східний видавничий дім, 2005. — 148 с.
- Папушин Ю. Л., Смирнов В. О., Білецький В. С. Дослідження корисних копалин на збагачуваність: навчальний посібник. — Донецьк: Східний видавничий дім, 2006. — 344 с.
- Смирнов В .А, Бредихин В. Н., Шевелев А. И. Обогащение руд и отходов цветных металлов: / Монография. — Донецк: Издат. дом «Кальмиус», 2008. — 500 с.
- Смирнов В. О., Білецький В. С. Флотаційні методи збагачення корисних копалин. Монографія [Архівовано 15 квітня 2012 у Wayback Machine.]. — Донецьк: Східний видавничий дім, НТШ-Донецьк, 2010. — 496 с.
- Смирнов В. О., Сергєєв П. В., Білецький В. С. Технологія збагачення вугілля. Навчальний посібник. — Донецьк: Східний видавничий дім, 2011. — 476 с.
- Смирнов В. О., Білецький В. С. Підготовчі процеси збагачення корисних копалин. [навчальний посібник]. — Донецьк: Східний видавничий дім, Донецьке відділення НТШ, 2012. — 284 с.
- Смирнов В. О., Білецький В. С., Шолда Р. О. Переробка корисних копалин (монографія). — Донецьк: Східний видавничий дім, 2013. — 600 с.
- Білецький В. С., Олійник Т. А., Смирнов В. О., Скляр Л. В. Основи техніки та технології збагачення корисних копалин: навчальний посібник. — К.: Ліра-К 2020. — 634 с. [Архівовано 13 лютого 2022 у Wayback Machine.]